# Ophientrema leucosticta
Ophientrema leucosticta är en ormstjärneart som först beskrevs av Hubert Lyman Clark 1911.  Ophientrema leucosticta ingår i släktet Ophientrema och familjen knotterormstjärnor. Inga underarter finns listade i Catalogue of Life.